# Rudolf Asmis

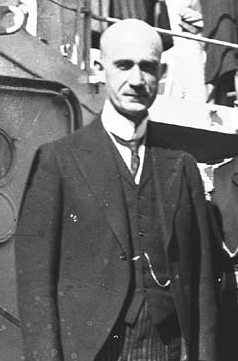
Rudolf Asmis (1933)

Rudolf Albert August Wilhelm Asmis (* 12. Juni 1879 in Mesekenhagen, Pommern; † 13. November 1945) war ein deutscher Kolonialbeamter und Diplomat. Er war von 1925 bis 1932 deutscher Gesandter in Siam, anschließend bis 1939 Generalkonsul für Australien und Neuseeland.

## Leben
Während seines Studiums der Rechtswissenschaft wurde er Mitglied der Sängerverbindung Gotia Greifswald (im Sondershäuser Verband). Dieses Studium schloss er 1900 mit einer Dissertation zur Haftung des Schuldners für Erfüllungsgehilfen ab. Asmis war ab diesem Zeitpunkt Rechtsreferendar und vier Jahre später preußischer Gerichtsassessor. Mit einer Arbeit über Britisch-Afrika in dem geplanten Britischen Reichszollverein promovierte Asmis 1906 zum zweiten Mal, diesmal an der Philosophischen Fakultät der Universität Greifswald.
Im April desselben Jahres trat er als Assessor in den Dienst der Kolonialabteilung des Auswärtigen Amts. Diese entsandte ihn bereits im August 1906 für drei Monate nach Kamerun, wo er als Sonderrichter tätig wurde. Nach seiner Rückkehr erhielt er 1907 den Auftrag, die Stammesrechte in der deutschen Kolonie Togo zu dokumentieren. Vom „Hilfsarbeiter“ der Kolonialverwaltung wurde er 1911 zum Bezirksamtmann befördert. Im Jahre 1912 wechselte er in den konsularischen Dienst und wurde Konsul in Belgisch-Kongo in Boma und auch für Französisch-Äquatorialafrika außer Gabun. Bei Kriegsbeginn kehrte Asmis nach Deutschland zurück. Während des Ersten Weltkriegs war er bei der deutschen Besatzungsverwaltung im Generalgouvernement Belgien in Brüssel tätig.
Nach Ende des Krieges war er 1919 Vortragender Rat im Reichsministerium des Innern, schon im folgenden Jahr kehrte er aber ins Auswärtige Amt zurück, wo er ab als Vortragender Legationsrat die Außenhandelsstelle leitete. Ab 1922 unternahm er eine Auftragsreise zur Erkundung fernöstlichen Regionen Sowjetrusslands. Der Auftrag des Auswärtigen Amtes bestand in der wirtschaftlichen Beobachtung der zentralasiatischen und fernöstlichen Regionen. Dazu wurde er für zwei Jahre offiziell an das deutsche Konsulat in Tschita (Fernöstliche Republik) angebunden. Einen Teil der hier von ihm gesammelten Informationen verarbeitete er in seiner Publikation „Als Wirtschaftspionier“. Danach wurde er an der deutschen Botschaft in Moskau eingesetzt. 1924 war er ein Jahr lang Botschaftsrat an der Botschaft in Peking. 1925 wurde er Gesandter in Bangkok, wo er bis zu seiner Abglösung durch Erich Nord (1881–1935) Ende 1932 stationiert war.
Asmis wechselte dann als Generalkonsul 1. Klasse nach Sydney. Nach Aufhebung der Mitglieder-Aufnahmesperre der NSDAP trat Asmis zum 1. April 1938 der NSDAP bei (Mitgliedsnummer 5.518.236). Im April 1939 reiste er von Australien nach Deutschland zurück. Nach Beginn des Zweiten Weltkrieges wurde Asmis im November 1939 in den einstweiligen Ruhestand versetzt, fand aber eine kommissarische Weiterbeschäftigung im Auswärtigen Amt in Berlin. Über seine Erlebnisse im Ausland schrieb er mehrere Bücher. Ab Juli 1940 war er Leiter der Berliner Dienststelle des Kolonialpolitischen Amtes der NSDAP. Nach der Auflösung des Amtes wurde Asmis 1944 Leiter des Referats Pol.X des Auswärtigen Amtes, das für Afrika, Australien und Neuseeland sowie für Mandats- und Kolonialfragen zuständig war. Außerdem war er Reichskommissar für die Kolonialgesellschaften.
Rudolf Asmis starb am 13. November 1945 in sowjetischer Haft.
Sein jüngerer Bruder war der Agrarfunktionär Walter Asmis.

## Werke
- 1900 Die Haftung des Schuldners für die Personen, deren er sich zur Erfüllung seiner Verbindlichkeit bedient, nach gemeinem Recht und dem B.G.B. (§ 278). H. Adler Verlag Greifswald (Dissertation).
- 1906 Britisch-Afrika in dem geplanten Britischen Reichszollverein, Abel Verlag Greifswald 1906.
- 1924 Als Wirtschaftspionier in Russisch-Asien, G. Stilke (Digitalisat).
- 1920 Der belgische Kongo nach dem Weltkriege, K. F. Koehler.
- 1941 Erfahrungen aus meinen kolonialen Wanderjahren, Mittler.
- 1942 Kalamba na m'putu, Mittler.
- 1942 Das Ende eines Paradieses, Reinshagen.